# Nokia C3
Nokia C3 是由HMD Global于2020年8月4日在所發佈的入門級諾基亞品牌，運行安卓10系統的智能手機。

## 配置訊息

#### 硬件
該手機采用了八核心的Unisoc SC9863A作爲該手機的處理器。屏幕方面，該手機搭配了一塊6.99英寸的IPS LCD屏幕。内存與儲存空間則只有3GB+32GB可供選擇。電池方面，該手機使用了一塊可拆卸的3040毫安時電池。而相機方面則是擁有了一顆前置500萬像素自拍鏡頭以及一顆800萬像素的後置攝像頭。

#### 外觀設計
手機正面是一塊6.9英寸的屏幕，在屏幕的下方則是諾基亞的logo，上方則是聽筒以及500萬像素的前置攝像頭。後蓋從上到下分別是一顆800萬像素的後置攝像頭，閃光燈，以及指紋識別器。該手機也有2種不同的顔色可供選擇，分別是北歐藍與沙金。